# Apanteles vitobiasi
Apanteles vitobiasi är en stekelart som först beskrevs av Kotenko 2004.  Apanteles vitobiasi ingår i släktet Apanteles och familjen bracksteklar. Inga underarter finns listade i Catalogue of Life.